# 知らんけど
知らんけど（しらんけど）は、日本語、とりわけ近畿方言（関西弁）で使われる慣用句の一つ。自分の発言した内容に確証が持てない会話の結びに用いる。

## 概要
特に大阪弁において自分の主張などを話した後、結びの言葉として「自分の見解に責任は持てない」旨を言い添える。
「知らんけど」の用例は古くからあり、使用者の属性も広い。岸信介による日米安保改定の時に日本がアメリカと結んだとされる密約について、佐藤栄作が次のように発言したとの旨が、若泉敬の著書『他策ナカリシヲ信ゼムト欲ス』（文藝春秋、1994年、ISBN 4-16-348650-X）の388ページで述べられている。
どうも岸内閣のとき、そういうものが若干あったらしいんだな。よくは知らんけど
大阪大学大学院文学研究科にて教授も務める日本語学者の金水敏が、2021年1月23日に扶桑社のニュースサイト『日刊SPA！』のインタビューに答えたところによれば、本来は「よう知らんけど」という言い回しだったものが現在では最後に付け加えるという形式になったほか、正確性よりも相手を楽しませようとすることを重視する人が多い関西において免責を得たい意思表示でもあるという。そういった独特の曖昧な意味を含むことから、仕事上では用いず、むやみに信じすぎてはいけないという。なお、この報道を受けてYahoo!ニュースが同日から同年2月2日まで投票を募ったところによれば、語尾に「知らんけど」を用いる人は35,886人のうち20,022人 (55.8%) だった。
日本大学にて教授も務める日本語学者の田中ゆかりが、2022年12月10日に朝日新聞社のニュースサイト『朝日新聞デジタル』のインタビューに答えたところによれば、コンフリクトの防波堤として、「それほど本気あるいは真剣ではないよコスプレ」ツールとして便利なのだろうという。
後述の使用・受賞歴を経て、2023年以降は関西以外にも広まっているが、関東では言葉だけを真似て取ってつけたような誤用も見られるという。

## 使用・受賞歴
2020年2月8日には、毎日放送のバラエティ番組『かまいたちの知らんけど』のパイロット版第1弾にタイトルとして用いられているほか、2021年9月30日には読売テレビのバラエティ番組『秘密のケンミンSHOW 極』のコーナー「ヒミツのOSAKA極」で取り上げられている。
2022年2月12日には、ジャニーズWESTの楽曲にタイトルとして用いられている。
2022年6月1日には、大阪市消防局の令和4年度大阪市防火標語に含まれる（「『知らんけど』 言うたらあかん 火の始末」）形で用いられている。
2022年11月4日には、2022ユーキャン新語・流行語大賞の候補30語にもノミネートされた。その後、同年12月1日の授賞式ではトップテンに選出された。
2024年11月20日には、ギャル流行語に関するアンケートを基にしたegg流行語大賞2024の3位にランクインした。